# ماودن
ماودن Muiden  هي مدينة وبلدية سابقة شمال هولندا. بمقاطعة شمال هولندا. ومنذ عام 2016 أصبحت جزءاً من بلدية خويسه ميرين.

## طوبوغرافيا
خريطة طوبوغرافية هولندية لمدينة ماودن، يونيو 2015، (تقرأ بعد ثلاث نقرات على الخريطة).